# 仁科記念賞
仁科記念賞（にしなきねんしょう）は、公益財団法人仁科記念財団が毎年顕彰する物理学の学術賞である。対象は原子物理学とその応用に関するもので、独創的で優秀な研究成果を収めた個人あるいはグループに授与される。日本の現代物理学の父と称賛された仁科芳雄の功績を記念して1955年に創設された。

## 受賞者一覧
| 年度 | 受賞者                            | 業績                                                                     |
| ---- | --------------------------------- | ------------------------------------------------------------------------ |
| 2024 | 下浦享                            | 4中性子状態の実験的研究                                                  |
| 2024 | 青木大                            | アクチノイド化合物における超伝導の先駆的研究                             |
| 2024 | 村上修一                          | スピンホール効果とトポロジカル物質の理論                                 |
| 2023 | 市川温子                          | ニュートリノ振動におけるCP 非保存位相角δへの制限                         |
| 2022 | 齊藤英治                          | スピン流物理学の開拓                                                     |
| 2022 | 小松英一郎                        | 宇宙背景放射を用いた標準宇宙論への貢献                                   |
| 2021 | 有馬孝尚 木村剛                   | スピン誘起マルチフェロイクスの発見と開拓                                 |
| 2021 | 瀧田正人                          | サブPeVガンマ線天文学の創始と銀河宇宙線の起源の解明                      |
| 2021 | 宮崎聡                            | すばる望遠鏡広視野カメラの開発による観測的宇宙論の展開                   |
| 2020 | 仲沢和馬                          | 原子核乾板を用いたダブルストレンジネス原子核の研究                       |
| 2020 | 鹿野田一司                        | 有機伝導体における強相関量子液体の研究                                   |
| 2019 | 岩佐義宏                          | 電界誘起2次元超伝導の発見                                                |
| 2019 | 吉田滋 石原安野                   | 超高エネルギー宇宙ニュートリノの発見                                     |
| 2018 | 柴田大                            | 数値相対論による連星中性子星合体の研究                                   |
| 2018 | 田中耕一郎                        | 固体におけるテラヘルツ極端非線形光学の開拓                               |
| 2017 | 武居弘樹                          | 大規模コヒーレントイジングマシンの実現                                   |
| 2017 | 安達千波矢                        | 熱活性化遅延蛍光現象を用いた高効率有機ELの実現                           |
| 2017 | 甲元真人                          | トポロジカル量子物性物理学の創始                                         |
| 2016 | 高柳匡                            | ホログラフィ原理を用いたエンタングルメント・エントロピー公式の発見と展開 |
| 2015 | 笠真生 古崎昭                     | トポロジカル絶縁体・超伝導体の分類理論                                   |
| 2015 | 本林透 櫻井博儀                   | 中性子過剰核における魔法数の異常性の発見                                 |
| 2014 | 松田祐司                          | 重い電子の二次元閉じこめによる新しい電子状態の創出                       |
| 2014 | 小林隆 中家剛                     | ミューニュートリノビームからの電子ニュートリノ出現事象の発見             |
| 2013 | 香取秀俊                          | 光格子時計の発明                                                         |
| 2013 | 高橋義朗                          | イッテルビウム超低温量子系の創出                                         |
| 2013 | 近藤敬比古 小林富雄 浅井祥仁      | ヒッグス粒子発見に対する貢献                                             |
| 2012 | 井上邦雄                          | 地球内部起源反ニュートリノの検出                                         |
| 2012 | 細野秀雄                          | 鉄系超伝導体の発見                                                       |
| 2012 | 初田哲男 青木慎也 石井理修        | 格子量子色力学に基づく核力の導出                                         |
| 2011 | 秋葉康之                          | 衝突型重イオン反応の諸研究、特にレプトン対生成による高温相の検証         |
| 2011 | 藤澤彰英 居田克巳                 | 高温プラズマにおける自発電磁場の実験的検証                               |
| 2010 | 金子邦彦                          | 大自由度カオスの理論                                                     |
| 2010 | 前野悦輝                          | スピン三重項超伝導体ルテニウム酸化物の発見                               |
| 2009 | 大栗博司                          | トポロジカルな弦理論の研究                                               |
| 2009 | 田村裕和                          | ハイパー核ガンマ線スペクトロスコピーの研究                               |
| 2008 | 家正則                            | すばる望遠鏡による初期宇宙の探査                                         |
| 2008 | 上田正仁                          | 引力相互作用する原子気体のボース・アインシュタイン凝縮の理論的研究       |
| 2008 | 早野龍五                          | 反陽子ヘリウム原子の研究                                                 |
| 2007 | 細谷裕                            | 細谷機構の発見                                                           |
| 2006 | 田島俊樹                          | レーザーを用いたプラズマ電子加速の先駆的研究                             |
| 2006 | 西森秀稔                          | ランダムスピン系における「西森線」の発見                                 |
| 2006 | 三島修                            | 水・非晶質氷の相転移・ポリアモルフィズムの実験的研究                     |
| 2005 | 永長直人                          | 異常ホール効果の理論的研究                                               |
| 2005 | 西川公一郎                        | 加速器ビームによる長基線ニュートリノ振動の観測                           |
| 2005 | 森田浩介                          | 新超重113番元素の合成                                                    |
| 2004 | 蔡兆申                            | ジョセフソン接合素子を用いた2個の量子ビット間の量子もつれ状態の実現      |
| 2004 | 丹羽公雄                          | 原子核乾板全自動走査機によるタウニュートリノの発見                       |
| 2003 | 北岡良雄                          | 核磁気共鳴法による新しい超伝導状態の解明                                 |
| 2003 | 鈴木厚人                          | 原子炉反電子ニュートリノの消滅の観測                                     |
| 2003 | 中野貴志                          | レーザー電子ガンマ線による新粒子の発見                                   |
| 2002 | 小山勝二                          | 超新星残骸での宇宙線加速                                                 |
| 2002 | 樽茶清悟                          | 人工原子・分子の実現                                                     |
| 2002 | 永井泰樹 井頭政之                 | 原子核による速中性子捕獲現象の研究                                       |
| 2001 | 鈴木洋一郎 中畑雅行               | 太陽ニュートリノの精密観測によるニュートリノ振動の発見                   |
| 2001 | 高崎史彦 生出勝宣                 | B中間子におけるCP対称性の破れの発見                                      |
| 2001 | 天谷喜一 清水克哉                 | 超高圧下における酸素及び鉄の超伝導の発見                                 |
| 2000 | 折戸周治 山本明                   | 宇宙線反陽子の観測                                                       |
| 2000 | 小西憲一                          | 小西アノマリーの発見                                                     |
| 2000 | 堀内昶                            | フェルミ粒子分子動力学による原子核の研究                                 |
| 1999 | 井上研三 角藤亮                   | 超対称標準理論における電弱対称性の量子的破れ                             |
| 1999 | 梶田隆章                          | 大気ニュートリノ異常の発見                                               |
| 1999 | 中村泰信                          | 超伝導素子を用いたコヒーレント2準位系の観測と制御                        |
| 1998 | 秋光純                            | 梯子型物質における超伝導の発見                                           |
| 1998 | 清水富士夫                        | 原子波ホログラフィーの開拓                                               |
| 1998 | 近藤都登                          | トップクォーク発見に対する貢献                                           |
| 1997 | 木舟正 谷森達                     | 超高エネルギーガンマー線天体の研究                                       |
| 1997 | 三田一郎                          | B中間子系でのCP対称性の破れの理論                                        |
| 1997 | 安岡弘志                          | 高温超伝導体におけるスピンギャップの発見                                 |
| 1996 | 中村修二                          | 短波長半導体レーザーの研究                                               |
| 1996 | 板谷謹悟                          | 固液界面でのアトムプロセスの解明に関する研究                             |
| 1996 | 中井直正 井上允 三好真            | 銀河中心巨大ブラックホールの発見                                         |
| 1995 | 佐藤武郎                          | 超低温における量子的相分離現象の実験的研究                               |
| 1995 | 川上則雄 梁成吉                   | 共形場理論に基づく1次元電子系の研究                                      |
| 1994 | 川畑有郷                          | アンダーソン局在およびメソスコピック系における量子輸送現象の理論         |
| 1994 | 田辺徹美                          | クーラーリングを用いた電子・分子イオン衝突の精密研究                     |
| 1994 | 岩崎洋一 宇川彰 大川正典 福来正孝 | 格子量子色力学の大規模数値シミュレーションによる研究                     |
| 1993 | 伊藤公孝 伊藤早苗                 | 高温プラズマにおける異常輸送とL-H遷移の理論                              |
| 1993 | 勝又紘一                          | 新しい型の磁気相転移の研究                                               |
| 1992 | 山本喜久                          | 光子数スクイーズ状態の形成および自然放射の制御                           |
| 1992 | 大貫惇睦 長谷川彰                 | 遍歴する重い電子系のフェルミ面に関する研究                               |
| 1992 | 柳田勉                            | ニュートリノ質量におけるシーソー機構                                     |
| 1991 | 北村英男                          | 挿入型放射光源の開発研究                                                 |
| 1991 | 齋藤修二                          | 星間分子の分光学的研究                                                   |
| 1991 | 和達三樹                          | ソリトン物理学とその応用                                                 |
| 1990 | 佐藤勝彦                          | 素粒子論的宇宙論                                                         |
| 1990 | 十倉好紀                          | 電子型銅酸化物超伝導体の発見                                             |
| 1990 | 横谷馨                            | リニアコライダーにおけるビーム相互作用の研究                             |
| 1989 | 谷畑勇夫                          | 不安定原子核ビームによる原子核の研究                                     |
| 1989 | 野本憲一                          | 超新星の理論的研究                                                       |
| 1988 | 松本敏雄                          | 宇宙背景輻射のサブミリ波スペクトルの観測                                 |
| 1988 | 吉川圭二                          | ひもの場の理論                                                           |
| 1988 | 齋藤軍治                          | 有機超伝導体の新しい分子設計と合成                                       |
| 1987 | 高柳邦夫                          | シリコンの表面構造の研究                                                 |
| 1987 | 森本雅樹 海部宣男                 | ミリ波天文学の開拓                                                       |
| 1987 | 小柴昌俊 戸塚洋二 須田英博        | 超新星爆発に伴うニュートリノの検出                                       |
| 1986 | 鈴木増雄                          | 相転移秩序形成及び量子多体系の統計物理学                                 |
| 1986 | 藤川和男                          | 場の量子論における異常項の研究                                           |
| 1986 | 佐藤哲也                          | 散逸性磁気流体プラズマの非線形ダイナミックス                             |
| 1985 | 田中豊一                          | ゲルの相転移現象の研究                                                   |
| 1985 | 飯島澄男                          | 少数原子集団の動的観察                                                   |
| 1985 | 田中靖郎                          | てんま衛星による中性子星の研究                                           |
| 1984 | 江口徹 川合光                     | 格子ゲージ理論                                                           |
| 1984 | 石川義和                          | 中性子散乱による金属強磁性の研究                                         |
| 1984 | 川路紳治                          | 二次元電子系における負磁気抵抗および量子ホール効果の実験的研究           |
| 1983 | 山内泰二                          | ウプシロン粒子の発見に対する貢献                                         |
| 1983 | 増田彰正                          | 希土類元素の微量精密測定と宇宙・地球科学への応用                         |
| 1982 | 安藤恒也                          | MOS反転層における二次元電子系の理論的研究                                |
| 1982 | 外村彰                            | 電子線ホログラフィー法の開発とその応用                                   |
| 1981 | 杉本大一郎                        | 近接連星系の星の進化                                                     |
| 1981 | 吉村太彦                          | 宇宙のバリオン数の起源                                                   |
| 1980 | 伊達宗行                          | 超強磁場の発生                                                           |
| 1980 | 鳥塚賀治                          | 原子核の巨大共鳴の研究                                                   |
| 1980 | 九後汰一郎 小嶋泉                 | 非可換ゲージ場の共変的量子化の理論                                       |
| 1979 | 守谷亨                            | 遍歴電子強磁性の理論                                                     |
| 1979 | 小林誠 益川敏英                   | 基本粒子の模型に関する研究                                               |
| 1978 | 廣田榮治                          | 高分解能高感度分光法によるフリーラディカルの研究                         |
| 1978 | 有馬朗人 丸森寿夫                 | 原子核の集団運動現象の解明                                               |
| 1977 | 塩谷繁雄                          | ピコ秒分光法による半導体の高密度励起効果の研究                           |
| 1977 | 牧二郎 原康夫                     | 素粒子の四元模型                                                         |
| 1976 | 磯矢彰                            | 静電高圧加速器の研究とその新機軸の開発                                   |
| 1976 | 大久保進 飯塚重五郎               | 強い相互作用による素粒子反応に対する選択規則(OZI則)の発見                |
| 1975 | 山崎敏光                          | 核磁気能率における中間子効果の発見                                       |
| 1975 | 花村榮一                          | 多励起子系の理論的研究                                                   |
| 1974 | 大塚頴三                          | 半導体電子輸送現象のサイクロトロン共鳴による研究                         |
| 1974 | 崎田文二                          | 素粒子の超多重項理論および二重性理論の研究                               |
| 1973 | 中西襄                            | 場の量子論における散乱振幅の諸性質の分析                                 |
| 1973 | 佐藤文隆 冨松彰                   | 重力場方程式の新しい厳密解の発見とそれの宇宙物理学への応用               |
| 1972 | 川崎恭治                          | 臨界現象の動力学的理論                                                   |
| 1972 | 真木和美                          | 超伝導体の理論的研究                                                     |
| 1971 | 菅原寛孝                          | 基本粒子の対称性の応用                                                   |
| 1971 | 森永晴彦                          | インビームスペクトロスコピーの創出と原子核構造の研究                     |
| 1970 | 木越邦彦                          | 炭素―14による年代測定に関する研究                                        |
| 1970 | 西川哲治                          | 線型加速器に関する基礎研究                                               |
| 1969 | 松田久                            | 原子質量精密測定用大分散質量分析装置の開発                               |
| 1969 | 池地弘行 西川恭治                 | イオン波エコーの研究                                                     |
| 1968 | 森肇                              | 非平衡状態の統計力学                                                     |
| 1968 | 近藤淳                            | 希薄合金の抵抗極小の解明                                                 |
| 1967 | 小川修三 山口嘉夫                 | 基本粒子の対称性に関する研究                                             |
| 1967 | 西村純                            | 超高エネルギー相互作用における横向き運動量の研究                         |
| 1966 | 小田稔                            | SCO-X-1の位置決定                                                        |
| 1966 | 豊沢豊                            | 固体光物性の動力学的理論                                                 |
| 1965 | 三谷健次 田中茂利                 | 弱電離プラズマのサイクロトロン周波数における負吸収の研究                 |
| 1965 | 三宅三郎                          | 宇宙線ミュー中間子およびニュートリノの研究                               |
| 1964 | 岩田義一                          | 静電磁場における電子、およびイオンの運動に関する研究                     |
| 1964 | 瀬谷正男                          | 真空分光計に関する研究                                                   |
| 1963 | 林忠四郎                          | 天体核現象の研究                                                         |
| 1962 | 高山一男                          | 低密度プラズマの研究――特に共鳴探針法の発明                               |
| 1962 | 佐々木亘                          | ゲルマニウムの熱い電子の異方性の研究                                     |
| 1961 | 丹生潔                            | 中間子多重発生の火の玉模型                                               |
| 1961 | 福井崇時 宮本重徳                 | ディスチャージチェンバーの研究と開発                                     |
| 1961 | 松原武生                          | 量子統計力学の方法                                                       |
| 1960 | 吉森昭夫                          | 磁性結晶におけるスピンのらせん状配列の理論                               |
| 1959 | 江崎玲於奈                        | エサキダイオードの発明、およびその機能の理論的解明                       |
| 1959 | 中根良平                          | 化学交換反応による同位元素濃縮                                           |
| 1958 | 杉本健三                          | 原子核の励起状態の磁気能率、および電気四極子能率の測定                   |
| 1958 | 沢田克郎                          | 電子ガスの相関エネルギーに関する研究                                     |
| 1957 | 久保亮五                          | 非可逆過程の統計力学                                                     |
| 1956 | 芳田奎                            | 強磁性体における磁気異方性エネルギー                                     |
| 1956 | 三井進午 西垣晋 江川友治 潮田常三 | 同位元素による植物の栄養ならびに土壌肥料学的研究                         |
| 1955 | 緒方惟一                          | 大型質量分析器の完成                                                     |
| 1955 | 西島和彦                          | 素粒子の相互変換                                                         |